# Declaració d'Edimburg
La Declaració d'Edimburg és un acord signat el 19 de gener de 2008 a la ciutat escocesa d'Edimburg, en el marc de la convenció anual del partit polític europeu Aliança Lliure Europea.
La declaració té per objectiu reclamar a la Unió Europea que debati la possibilitat que si mai Catalunya, el País Basc, Galícia, Escòcia, Gal·les o Flandes són independents, passin a ser de forma automàtica Estats membres sense que hagin de passar per un període d'adequació, ja que anteriorment a la secessió ja en formaven part com a òrgan subestatal. Aquest pacte vol generar un discurs sobre el paper que han de jugar les nacions sense Estat i els estats petits en el procés de construcció comunitària. A més a més, l'Aliança Lliure Europea vol atraure amb aquest discurs l'interès dels partits progressistes d'estats petits europeus, com Irlanda, Finlàndia, Dinamarca, Eslovènia o els estats bàltics, que poden compartir recels envers l'Europa de les grans potències. L'acta fou signada pel Grup d'Edimburg, és a dir, pels presidents de cada un dels partits amb responsabilitat de govern: Josep-Lluís Carod-Rovira (ERC), Unai Ziarreta (EA), Anxo Quintana (BNG), Ian Hudgton (SNP), Ieuan Wyn Jones (Plaid Cymru) i Bettina Geysen (SPIRIT)

## Manifest
1. El dret a l'autodeterminació és un dret humà bàsic i un principi democràtic inalienable.
2. El dret a l'autodeterminació és un principi democràtic així com l'essència de la Unió Europea, com ho demostren exemples de membres de la UE com Lituània, Letònia, Estònia, República Txeca, Eslovàquia o Eslovènia. La UE també ha reconegut a d'altres països que recentment han obtingut la seva independència, com ara Montenegro (2006), Croàcia, Bòsnia i Hercegovina o Macedònia del Nord, tots ells països candidats a la UE.
3. Els Estats membres no tenen una posició comuna sobre el reconeixement d'un Kosovo independent. L'Estat espanyol insisteix que no es reconegui ni s'estableixin relacions diplomàtiques amb Kosovo, qüestionant la legalitat de la declaració d'independència. França va adoptar una posició similar amb Eslovènia el 1991, país que actualment ostenta la Presidència de la UE.
4. El Grup d'Edimburg acull amb beneplàcit aquest esdeveniment històric que subratlla els drets de totes les nacions europees a decidir lliurement els seus propis futurs i que demostra que aquest dret és un principi democràtic essencial de la Unió Europea.
5. Creiem que la minoria dels estats de la UE que es neguen a reconèixer els drets de les nacions dins de les seves fronteres per determinar democràticament els seus futurs basats en el principi d'autodeterminació, es veuran obligats inevitablement i, en última instància, a fer-ho en el marc de l'acció de la Unió Europea.